# Kisgereblyés
Kisgereblyés (1899-ig Hrabova-Rosztoka, szlovákul: Hrabová Roztoka, ukránul: Hrabova Roztoka) község Szlovákiában, az Eperjesi kerület Szinnai járásában.

## Fekvése
Szinnától közúton 35 km-re, légvonalban 16 km-re délkeletre, a Vihorlát oldalában fekszik.

## Története
1568-ban említik először, a homonnai uradalomhoz tartozott. Neve a szláv roztoka (= szétfolyás) szóból származik. Magyar neve helytelen fordítás eredménye. A falu 1694-ben és 1716-ban elnéptelenedett. A 18. században kassai nemesek a birtokosai.
A 18. század végén Vályi András így ír róla: „ROSZTOK. Hrabo Rosztok, Zemplén Várm. fekszik Ungvár Vármegyének szélénél, Dubravához nem meszsze.”
Fényes Elek 1851-ben kiadott geográfiai szótárában így ír a faluról: „Rosztóka (Hrabova), orosz f., Zemplén vmegyében, Bereznához 2 órányira: 181 g. kath., 5 zsidó lak., 226 hold szántófölddel, sziklás határral. F. u. gr. Klobusiczky. Ut. post. Szobráncz.”
Borovszky Samu monográfiasorozatának Zemplén vármegyét tárgyaló része szerint: „Kisgerebélyes, azelőtt Hrabovarosztoka, ruthén kisközség 24 házzal és 165 gör. kath. vallású lakossal. Postája Ublya, távírója és vasúti állomása Kisberezna. A homonnai uradalom tartozéka volt, de az 1694-iki portális összeírás alkalmával puszta hely. Újabbkori birtokosai a Klobusitzkyak voltak, kiket Fekete Lőrinczné szül. Pribék Petronella követett. A falu gör. kath. temploma a XVIII. század közepe táján épült. Az egyházközség Mária Terézia korabeli vert ezüst-kelyhet őriz, mely Batyinszky püspök ajándéka.”
1920 előtt Zemplén vármegye Szinnai járásához tartozott, majd az újonnan létrehozott csehszlovák államhoz csatolták. 1939 és 1945 között ismét Magyarország része.

## Népessége
| Év:            | 1994. | 2004.    | 2014.   | 2024.    |
| -------------- | ----- | -------- | ------- | -------- |
| Emberek száma: | 90    | 68       | 63      | 52       |
| Eltérés:       |       | -24,44 % | -7,35 % | -17,46 % |

| Év:            | 2023. | 2024. |
| -------------- | ----- | ----- |
| Emberek száma: | 50    | 52    |
| Eltérés:       |       | +4 %  |

1910-ben 148, túlnyomórészt ruszin anyanyelvű lakosa volt.
2001-ben 74 lakosából 53 szlovák, 13 ruszin, 5 ukrán volt.
2011-ben 63 lakosából 49 szlovák és 10 ukrán volt.

## Nevezetességei
- Nagy Szent Vazul tiszteletére szentelt, görögkatolikus fatemploma a 18. század második felében épült. Barokk ikonosztáza is 18. századi.

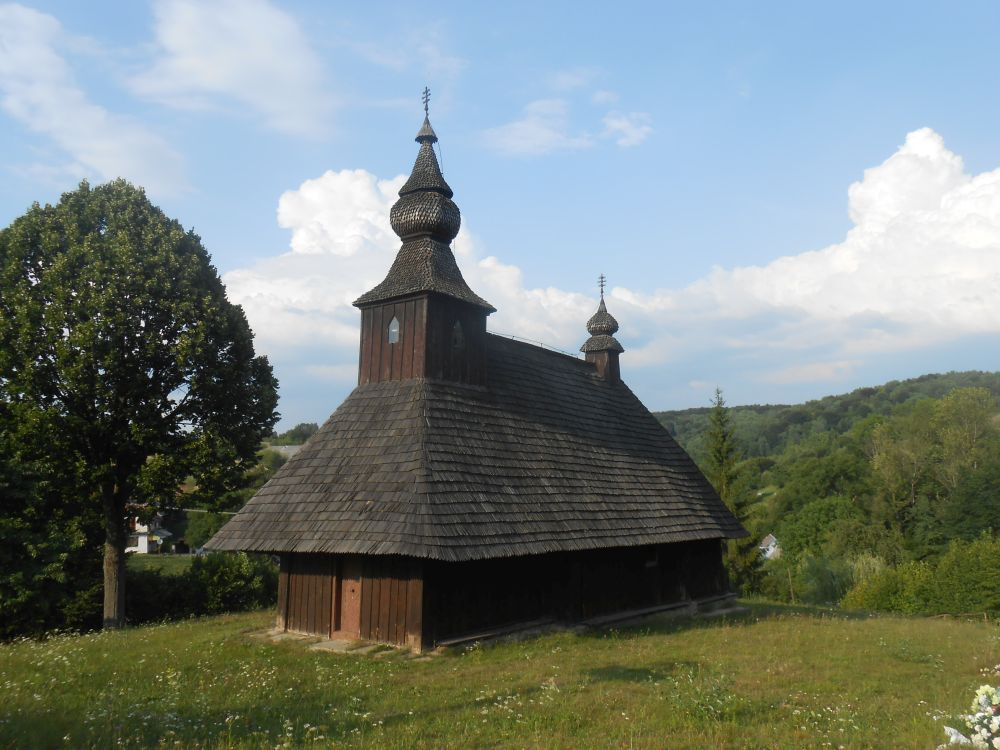
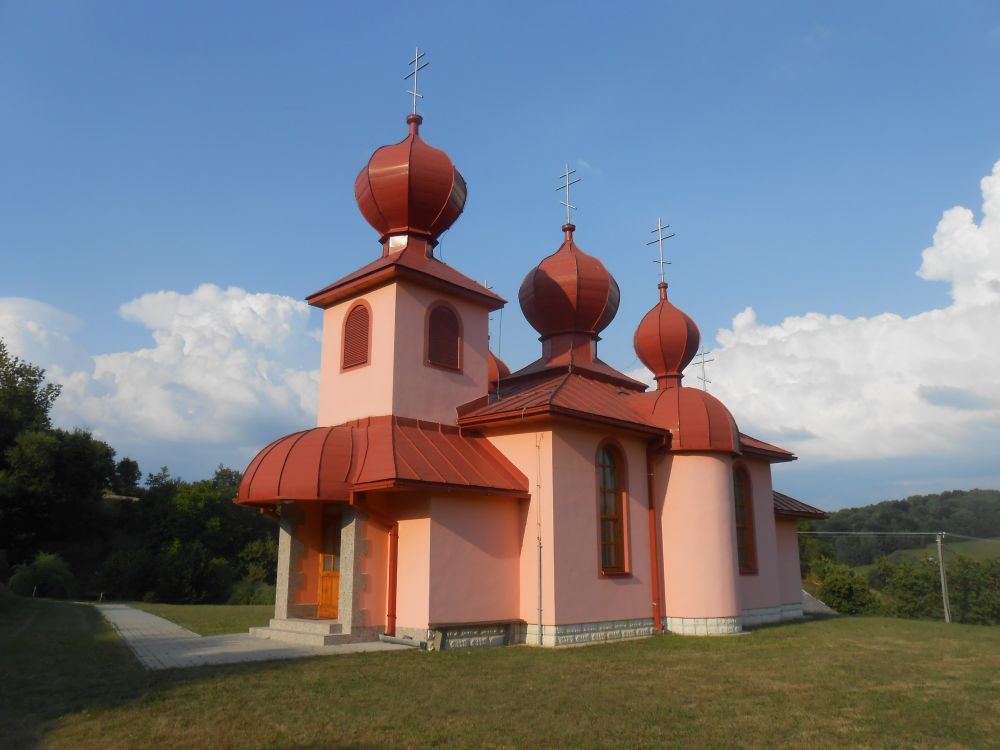